# Glenea biannulata
Glenea biannulata är en skalbaggsart som beskrevs av Stefan von Breuning 1961. Glenea biannulata ingår i släktet Glenea och familjen långhorningar. Inga underarter finns listade i Catalogue of Life.